# جاده ئی۸۴۷ اروپا
جاده ئی۸۴۷ اروپا (به انگلیسی: European route E847) یکی از جاده‌های درجه ۲ قاره اروپا است.
این جاده که در کشور ایتالیا قرار دارد از شهر سیچینانو دلی آلبورنی شروع شده و در شهر متاپونتو به پایان می‌رسد.